# Телевежа Ґуанчжоу
Телевежа Ґуанчжоу (кит.: 广州 电视 观光 塔Guǎng-zhōu diàn-shì guān-guāng tǎ ) — друга за висотою телевежа світу і найвища гіперболоїдна конструкція у світі. 
Побудована в 2005–2009 роках компанією ARUP до Азійських Ігор 2010 року. 
Висота телевежі становить 610 метрів. До висоти 450 метрів башта зведена у вигляді комбінації гіперболоїдної несучої сітківки та центрального ядра. Конструкція сітківки відповідає патенту 1896 року інженера В. Г. Шухова.
Оболонка башти виконана зі сталевих труб великого діаметра. Вежу увінчує сталевий шпиль заввишки 160 метрів.
Башта призначена для трансляції ТБ- та радіосигналів, а також для огляду панорами Ґуанчжоу і розрахована на прийом 10 000 туристів на день.